# Československé vagónky Tatra
Československé vagónky Tatra n.p. (deutsch: Tschechoslowakische Waggonfabriken Tatra) war eine Vereinigung der verstaatlichten Waggonbaubetriebe in der Tschechoslowakei. Sitz der Firma war Studénka.

## Geschichte
Ab 1958 wurden in der Tschechoslowakei insgesamt 929 verstaatlichte Unternehmen zu 383 kombinatsähnlichen Betrieben (VHJ – výrobní hospodářské jednotky, Produktionseinheiten) zusammengefasst. Im Zuge dieses Konzentrationsprozesses entstand am 1. April 1958 für die Waggonbaubetriebe die Československé vagónky Tatra n.p.
Mit Ausnahme der Waggonfabrik Poprad waren die Werke bereits vor dem Zusammenschluss Teil der Ringhoffer-Tatra AG, die nach der Verstaatlichung im Jahr 1946 als Tatra n.p. firmierte. Mit der Gründung der Československé vagónky Tatra verloren die Waggonfabriken ihre technische, organisatorische, administrative und finanzielle Selbständigkeit.
Im Jahr 1963 wurde die Waggonfabrik Vagónka Tatra Smíchov n.p., die sich seit Anfang der 1950er Jahre mehr und mehr auf den Bau von Straßenbahnen spezialisierte, vom VHJ ČKD übernommen und firmierte fortan als ČKD Tatra.
Československé vagónky Tatra n.p. wurde bereits am 1. Juli 1965 wieder aufgelöst. Die Betriebe des Waggonbaues gehörten fortan zur Unternehmensvereinigung Závody těžkého strojírenství n.p. (Betriebe des Schwermaschinenbaues) in Martin. Im Jahr 1970 wurden die Waggonbaubetriebe dann in den neuen Konzern Československé vagónky n.p. (Tschechoslowakische Waggonfabriken) eingegliedert.

## Teilbetriebe
Bei Vagonka Tatra Studénka (vormals Moravskoslezská vagónka) wurden Triebzüge und Reisezugwagen gebaut. Güterwagen wurden bei Vagónka Tatra Česká Lípa (vormals Waggonfabrik Bohemia) und Vagónka Tatra Poprad produziert. Bei Vagónka Tatra Smíchov wurden vor dem Übergang an ČKD neben den Straßenbahnen auch Salonwagen und Reisezugwagen hergestellt.
Gleichzeitig mit der Gründung der Československé vagónky Tatra entstand aus dem bereits bei Ringhoffer-Tatra eigenständigen zentralen Konstruktionsbüro (EVIKA) das heute noch bestehende Výzkumný ústav kolejových vozidel Praha (Forschungsinstitut für Schienenfahrzeuge) in Prag, das im Unternehmensverbund für die zentrale Erfassung und Konstruktion zuständig war.